# جعفر السعید
جعفر السعید (عربی: جعفر خليفة السعيد؛ زادهٔ ۱۱ فوریهٔ ۱۹۹۱) یک ورزشکار اهل عربستان سعودی است.
از باشگاه‌هایی که در آن بازی کرده‌است می‌توان به باشگاه فوتبال الاتفاق عربستان سعودی و باشگاه فوتبال نجران عربستان سعودی اشاره کرد.